# Tin Can Trust
Tin Can Trust é um álbum de 2010 da banda Los Lobos e é a primeira coleção de novos materiais originais da banda desde 2006. Possui rock and roll, blues, duas faixas em espanhol e uma música cover da Grateful Dead. O álbum foi indicado ao Grammy de Melhor Álbum Americana.

## Equipe
A instrumentação para Los Lobos não é especificada no álbum, mas é o habitual:
- David Hidalgo – vocais, guitarra, acordeão, rabeca, requinto jarocho
- Louie Pérez – vocais, guitarra, bateria, jarana
- Cesar Rosas – vocais, guitarra, bajo sexto
- Conrad Lozano – vocais, baixo, guitarron
- Steve Berlin – teclados, instrumentos de sopro

Músicos adicionais
Créditos adaptados das notas principais do álbum.
- Cougar Estrada – bateria, percussão
- Susan Tedeschi – vocal de apoio (1)
- Rev. Charles Williams – teclados (3, 7)

Técnico
- Los Lobos – produtor
- Shane Smith – engenheiro, mixagem (3, 7)
- John Macy – engenheiro
- Dave Simon-Baker – engenheiro
- Jeff Ward – engenheiro
- Steve Weeder – engenheiro
- David Kalish – engenheiro assistente
- Nick Sullivan – engenheiro assistente
- Dave McNair – mixagem (exceto 3, 7), masterização
- Cesar Rosas – mixagem (3, 7)
- Louie Perez – direção de arte, fotografia
- Al Quattrocchi – direção de arte, fotografia
- Jeff Smith – direção de arte
- Tornado Design – design
- Drew Reynolds – fotografia
- Derek Dressler – A&R
- Robert Kim – assistente de projeto
- Dave McIntosh - executivo de negócios musicais